# Synaptophora critica
Synaptophora critica är en tvåvingeart som beskrevs av Brown 1992. Synaptophora critica ingår i släktet Synaptophora och familjen puckelflugor.
Artens utbredningsområde är Uganda. Inga underarter finns listade i Catalogue of Life.